# Louis Costaz
Pour les articles homonymes, voir Costaz.
Louis, baron Costaz, né le 17 mars 1767 à Champagne dans le Bugey et mort le 15 février 1842 à Paris, est un géomètre et administrateur français.

## Biographie

### Famille
Louis Costaz nait le 17 mars 1767 d'un marchand prénommé Claude et de sa femme Claudine Gojon. Il a deux frères, Benoît Costaz, évêque de Nancy de 1810 à 1814, baron d'Empire comme lui, et Claude Anthelme Costaz, fonctionnaire au ministère du commerce.

### Mathématicien
Après des études de mathématiques à Valence puis Paris, Louis Costaz enseigne cette matière à l'école militaire de Thiron jusqu'en 1793 puis, à partir de 1795, à l'École Polytechnique,. Il est par ailleurs l'un des organisateurs du conservatoire national des arts et métiers. 

### Membre de l'expédition d'Égypte
Membre de la Commission des sciences et des arts, il participe à l'Expédition d'Égypte en tant que géomètre. Il devient secrétaire adjoint de l'Institut d'Égypte et membre du Conseil Privé d'Égypte après avoir fait partie de la commission chargée d'écrire le règlement de cet institut. 
Le 24 décembre 1798, il accompagne Bonaparte qui organise un voyage vers l'isthme de Suez, avec Gaspard Monge et Claude Louis Berthollet, ainsi que Le Père, le chimiste Descotils et le dessinateur Dutertre. Au cours de son séjour en Égypte, il présente plusieurs rapports à l'Institut et joue un rôle moteur dans l'élaboration des prémices de la Description de l'Égypte dont il écrira certains rapports.

### Haut fonctionnaire
De retour en France un peu avant les autres scientifiques de l'expédition, il siège au Tribunat à partir du 17 juin 1801. Membre de la section financière de l'assemblée, il s'occupe aussi de la réorganisation de l'école d'arts et métiers de Compiègne, transférée à Châlons-sur-Marne, et de la création de la Société d'encouragement pour l'industrie nationale. 
Préfet de la Manche de 1804 à 1809, il entreprend notamment la construction de plusieurs grandes routes dans son département et l’amélioration des fortifications maritimes. Ses capacités de mathématicien et d'administrateur le prédisposent à occuper, à partir de la fin de l'année 1809, le poste d'intendant des Bâtiments de la Couronne, où il exerce, selon l'architecte Fontaine, une administration tatillonne. 
Il est ensuite conseiller d'État et directeur général des ponts et chaussées (1813-1814). Rappelé au Conseil d'État sous les Cent-Jours, il est destitué au retour des Bourbon et se retire peu après de la vie publique. Il retrouve sa place dans cette assemblée en 1820.
En février 1823, il a son domicile au 48 de la rue de la Chaussée-d'Antin. 
Il se présente sans succès à l’élection du 5 juillet 1831, pour le siège de député du 7e collège de la Manche, contre l’ancien maire conservateur de Mortain, Jean-Germain Leverday, qui est élu par 145 voix sur 195 votants, contre 89.
Louis Costaz meurt le 15 février 1842 à Fontainebleau où il demeurait, 14 rue Royale.

## Armoiries
Coupé, au 1 d'or et de gueules, l'or à une fleur de lotus de sinople et le gueules au signe de baron préfet qui est une muraille crénelée d'argent surmontée d'une branche de chêne de même ; au 2 de sinople au cheval cabré et contourné d'argent, senestré d'une houe sacrée égyptienne d'or.

## Distinctions
Chevalier de la Légion d'honneur depuis le 18 septembre 1809, Louis Costaz est créé baron de l'Empire le 31 décembre 1809. Il promu  officier de la Légion d'honneur le 6 avril 1813 (breveté en 1821).
Fondateur de la société de géographie, il la préside en 1829, et entre à l'Académie des sciences comme académicien libre, le 8 août 1831.